# فروشگاه ایستان

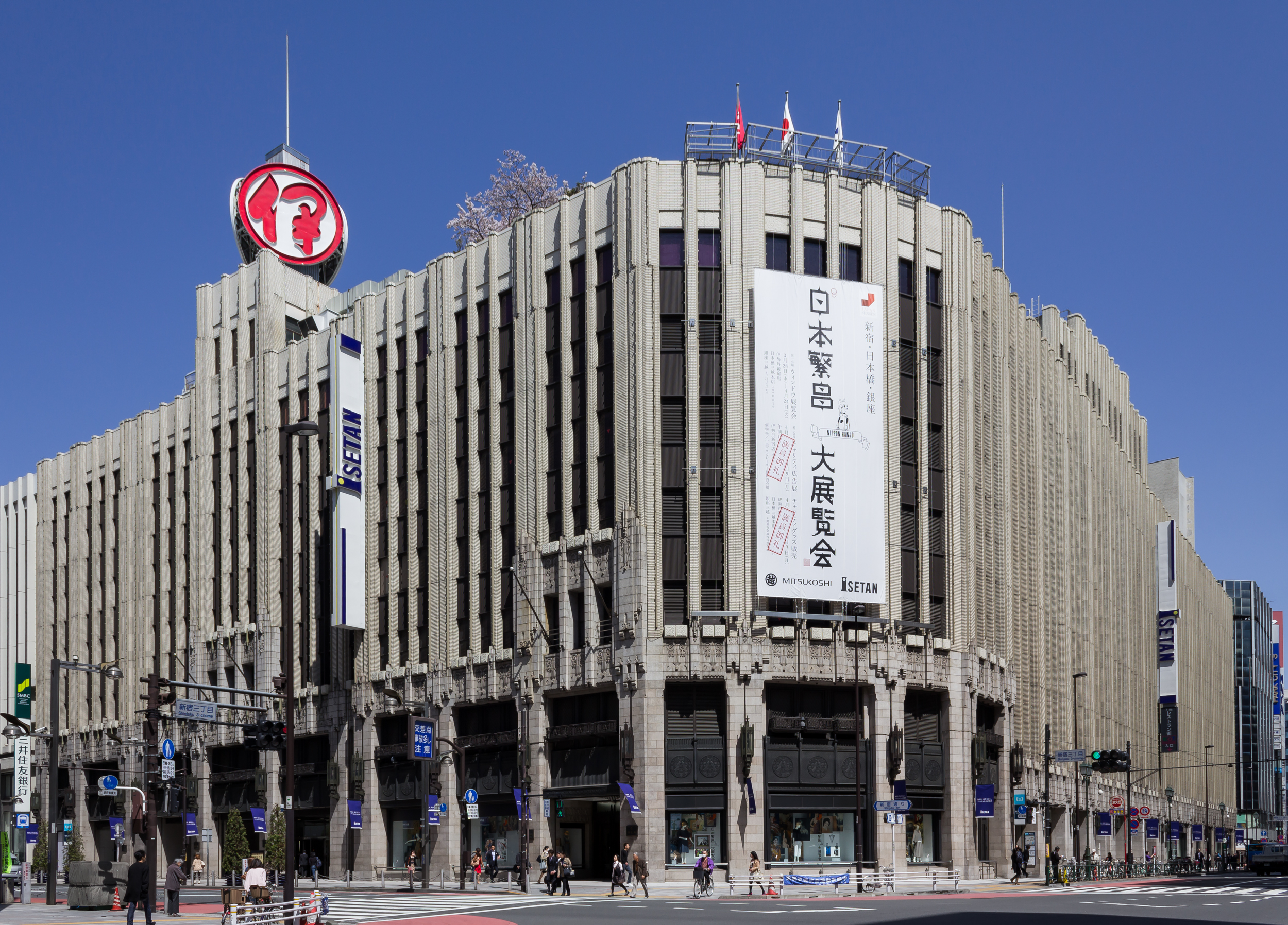
فروشگاه اصلی ایستان در شینجوکو

فروشگاه ایسِتان (به ژاپنی: 伊勢丹 Isetan) نام فروشگاهی ژاپنی است که تا سال ۲۰۰۸ میلادی تحت مدیریت شرکت سهامی ایستان اداره می‌شد. در ۲۰۰۸ میلادی شرکت میتسوکوشی با شرکت ایستان به اتفاق و اتحاد هم شرکت دیگری تأسیس کردند به نام شرکت میتسوکوشی ایستان هولدینگ (به انگلیسی: Isetan Mitsukoshi Holdings Ltd)، فروشگاه‌های ایستان هم‌اکنون متعلق به این شرکت هستند. فروشگاه ایستان در داخل ژاپن و همچنین کشورهای شرق آسیا چندین شعبه دارد.

## شعبه‌های ایستان
- فروشگاه اصلی ایستان در شینجوکو - در سال ۱۹۳۳ میلادی افتتاح شده‌است. ۶۰ درصد کل سود فروشگاه ایستان از این شعبه تأمین می‌شود.
- فروشگاه ایستان در تاچیکاوا
- فروشگاه ایستان در ماتسودو در استان چیبا
- فروشگاه ایستان در منطقهٔ اوراوا (浦和区) در شهر سایتاما در استان سایتاما
- فروشگاه ایستان در شهر ساگامیهارا در استان کاناگاوا
- فروشگاه ایستان در فوچو در توکیو

## نگارخانه

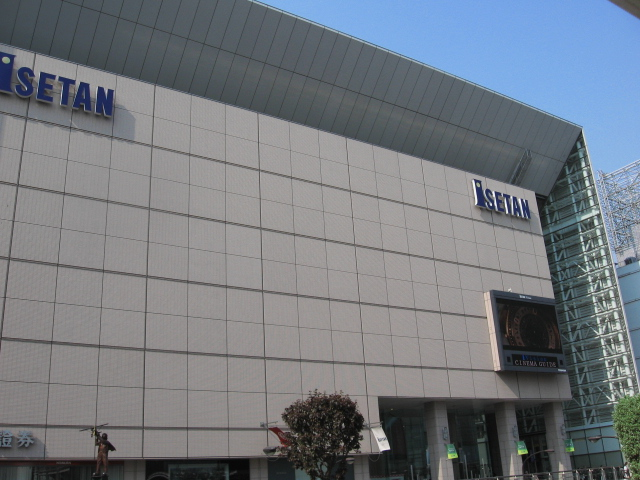
فروشگاه ایستان در تاچیکاوا
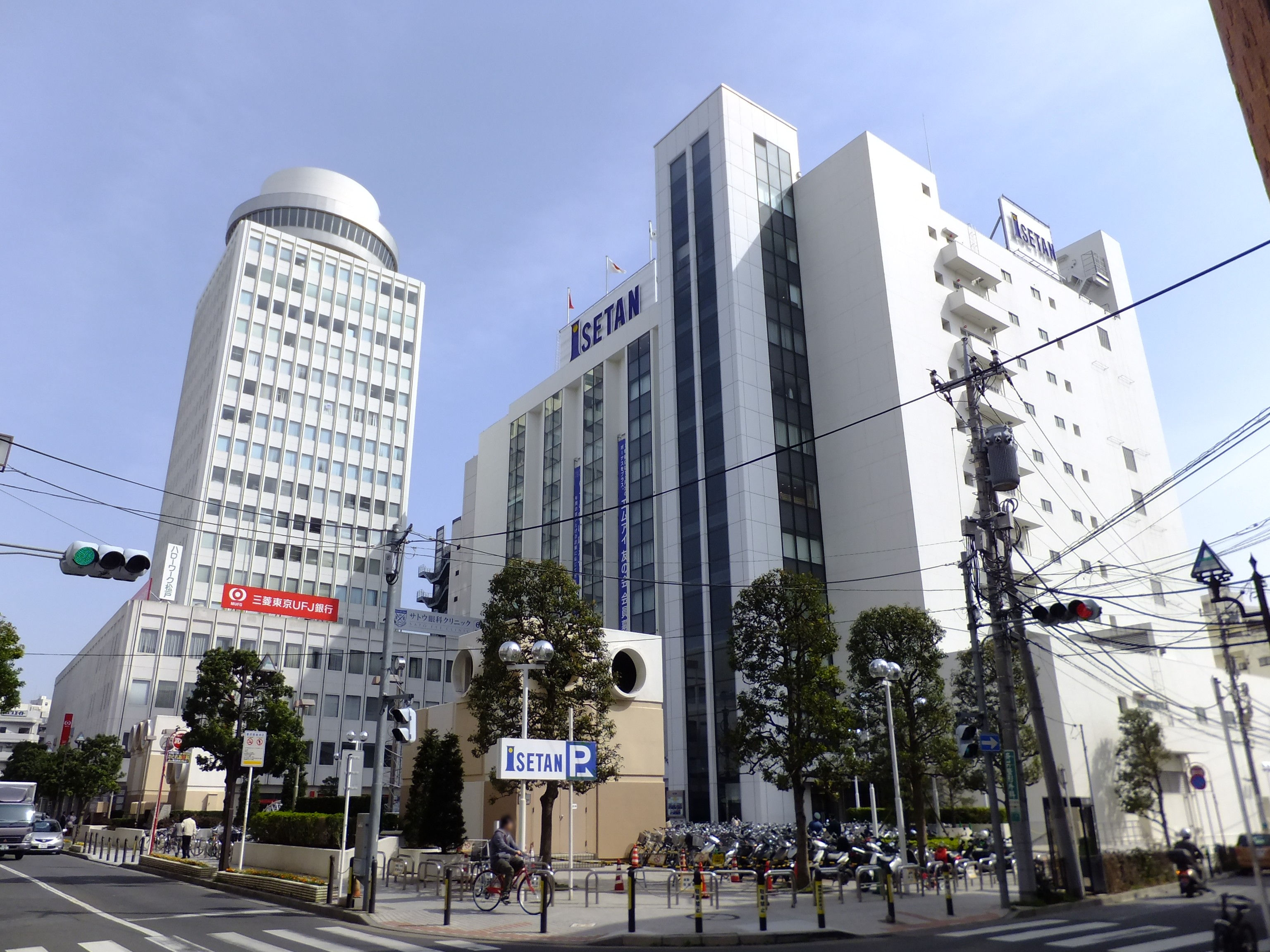
فروشگاه ایستان در ماتسودو در استان چیبا
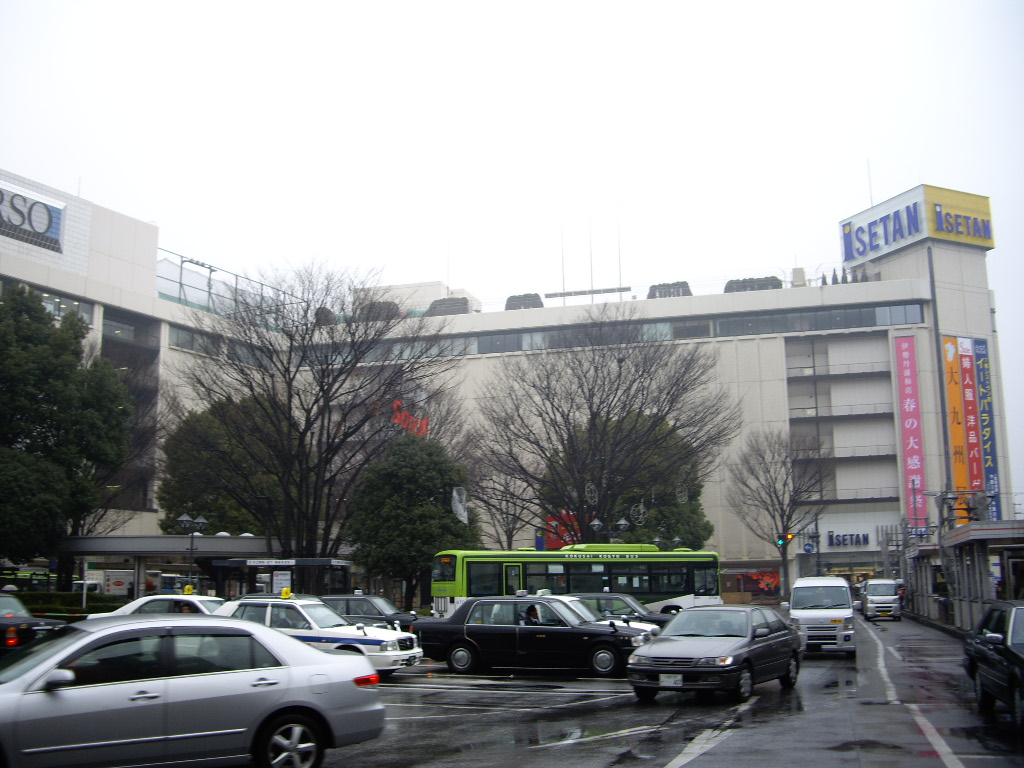
فروشگاه ایستان در منطقهٔ اوراوا در شهر سایتاما در استان سایتاما